# Барбој (Долж)
Барбој (рум. Bărboi) насеље је у Румунији у округу Долж у општини Гречешти. Oпштина се налази на надморској висини од 183 m.

## Становништво
Према подацима из 2002. године у насељу је живело 508 становника, од којих су сви румунске националности.